# 相見香雨
相見 香雨（あいみ こうう、1874年（明治7年）12月1日 - 1970年（昭和45年）6月28日）は、日本の美術史家、新聞記者。本名は相見繁一（はんいち）。
96歳で没するまで約60年に亘り在野で実証的研究を続け、美術史界における「在野の大立者」（田中一松）と評された。生涯に書き継いだ自筆の調査記録は42帙240冊（九州大学文学部所蔵）にのぼる。87歳で紫綬褒章、勲四等旭日小綬章を受章した。

## 経歴
1874年、相見家（商家・野波屋）の長男として島根県松江魚町（現松江市魚町）に生まれた。白潟小学校（現松江市立中央小学校）、進取学館（のちの私立中学修道館）を経て、島根県尋常中学校（前身は松江中学）に進学。在学中、小泉八雲に英語を教わった。東京専門学校（現早稲田大学）文学科撰科を卒業後、1901年（明治34年）郷里に創刊された松陽新報の編集者となる。
1906年（明治39年）ごろ、元松江藩主・松平不昧が蒐集した古書画や茶器などの撮影のため松江を訪問した田島志一（審美書院の主幹）の仕事を手伝ったことを契機に日本の古美術研究の世界へ入る。翌年12月に上京し、1908年（明治41年）の春、美術専門出版社である審美書院に入社（「相見香雨翁回想録」）、大村西崖のもとで『東洋美術大観』（全15冊）などの編集に携わった。1910年（明治43年）から日英博覧会などへの同社出店のため渡欧し、1912年（大正元年）までロンドン、パリ、ベルリンに滞在。帰国後、審美書院の責任者となり、田島が設立した芸海社（のち精芸出版が吸収合併）にも関係して『群芳清玩』（ぐんぽうせいがん・全10冊）などの美術全集を編集刊行した。関東大震災後の1923年（大正12年）末ごろから1925年にかけて、大震災で罹災した莫大な数にのぼる美術品の調査に奔走し、その目録作成に尽力した。1926年、日本美術協会に入り、美術品の収録作業に従事した。1952年（昭和27年）文化財保護委員会美術工芸部門専門審議会委員に就任。
1970年（昭和45年）、老衰により東京都北区滝野川の自宅で死去。

### 受章歴
- 1961年（昭和36年） - 紫綬褒章[1][2]、勲四等旭日小綬章を受章[2]。